# Stor-Abborrtjärnen (naturreservat)
Stor-Abborrtjärnen är ett naturreservat i Arvidsjaurs kommun i Norrbottens län.
Området är naturskyddat sedan 2015 och är 1,1 kvadratkilometer stort. Reservatet omfattar i sydväst av större delen av Stor-Abborrtjärnen och i öster av våtmarker. Reservatets skog består främst av gammal tallskog.